# Ea Tar
Ea Tar là một xã thuộc huyện Cư M'gar, tỉnh Đắk Lắk, Việt Nam.
Xã Ea Tar có diện tích 41,87 km², dân số năm 1999 là 6367 người, mật độ dân số đạt 152 người/km².